# Interstate 315
Pour les articles homonymes, voir Route 315.
L'interstate 315 (I-315) est une autoroute inter-états du Montana. Elle a une longueur d'à peine 1,1 mile.

## Description du tracé
L'I-315 débute à la jonction avec l'I-15 à l'ouest de Great Falls, plus grande ville de la région. Elle prend alors une trajectoire nord-est / sud-ouest jusqu'à son terminus est à la jonction avec 6th Street SW. Elle n'a qu'un seul échangeur avec 14th Street. L’I-315 n'est pas numérotée : elle est plutôt numérotée US 89 ou Business Loop 15.

## Liste des sorties
| Interstate 315          |              |      |      |        |                                                                 |                                                                              |
| Comté                   | Municipalité | mi   | km   | Sortie | Intersections / Destinations                                    | Notes                                                                        |
| Cascade                 |              | 0,00 | 0,00 | —      | I-15 sud – Helena I-15 / US 89 nord / MT 200 (en) ouest– Shelby | Terminus ouest du multiplex avec US 89 / MT 3 / MT 200; sortie 278 de l'I-15 |
| Cascade                 | Great Falls  | 0,34 | 0,54 | 0      | 14th Street SW                                                  | Échangeur à niveau                                                           |
| Cascade                 | Great Falls  | 0,83 | 1,33 | —      | Fox Farm Road, 6th Street Southwest                             | Terminus est du multiplex avec US 89 / MT 3 / MT 200                         |
| Cascade                 | Great Falls  | 0,83 | 1,33 | —      | US 89 nord / MT 3 (en) sud / MT 200 (en) est                    | La route continue au-delà du terminus                                        |
| - Terminus de multiplex |              |      |      |        |                                                                 |                                                                              |